# Relations entre l'Argentine et le Bangladesh
Les relations entre l'Argentine et Bangladesh font référence aux relations bilatérales entre la République argentine et la république populaire du Bangladesh.

## Diplomatie
Le Bangladesh a un consulat en Argentine, a Buenos Aires, le consul honoraire étant Horacio Srur Mohadeb. Comme il n'y a pas d'ambassade ou de consulat d'Argentine à Dacca, au Bangladesh. Il faut passer par l'ambassade d'Argentine la plus proche, qui se trouve en Inde.
En 2011, l'ancien ministre des Affaires étrangères du Bangladesh, Mohamed Mijarul Quayes (en), a effectué une visite officielle à Buenos Aires.
En juin 2019, dans le cadre de la tournée officielle au Bangladesh, le ministre de l'agro-industrie de la nation, Luis Miguel Etchevehere, a tenu des réunions avec les autorités des secteurs public et privé afin d'explorer la possibilité de nouvelles ouvertures pour les produits argentins d'origine agro-industrielle.
En août de la même année, de visite en Argentine, après être passé par le Paraguay, le ministre bangladais du Commerce, Tipu Munshi (en), a été reçu par le ministre des relations économiques internationales, Horacio Reyser. Pendant la rencontre, ils ont analysé les opportunités qu'offraient les deux marchés, afin d'approfondir l'échange commercial.

## Relations commerciales et économiques
Le Bangladesh et l'Argentine ont manifesté leur intérêt pour le développement des activités économiques bilatérales entre les deux pays. Les navires bangladais, les produits pharmaceutiques, les vêtements confectionnés, la mélamine et la céramique ont été identifiés comme des produits ayant un potentiel énorme sur le marché argentin. Il existe une bonne demande en Argentine pour les céramiques du Bangladesh, la FARR Ceramics étant un des principaux exportateurs de céramiques du Bangladesh vers l'Argentine.
Les exportations d'huile de soja de l'Argentine vers le Bangladesh sont en expansion.

## Autres coopérations
L'Argentine a manifesté son intérêt pour organiser des cours d'espagnol à l'intention des fonctionnaires bangladais. L'Argentine a également l'intention de signer un accord d'exemption de visa avec le Bangladesh.